# Route nationale 26 (Guinée)
Pour les articles homonymes, voir Route nationale 26.
La Route nationale 26 (N26) est une route nationale en république de Guinée, commençant à Dalaba à la sortie de la N5 et se terminant à Kenian à la jonction avec la N27. Elle mesure 115 kilomètres de long,, et traverse Ditinn, Kébali, Kousouroukou et Fatako.